# Сологуб, Антонина Прокофьевна
Антонина Прокофьевна Сологуб (род. 1 мая 1941, село Шпитьки, теперь Киево-Святошинского района Киевской области) — украинская советская деятельница, оператор машинного доения совхоза «Шпитьковский» Киево-Святошинского района Киевской области. Герой Социалистического Труда (12.02.1981). Депутат Верховного Совета СССР 11-го созыва.

## Биография
Родилась в многодетной крестьянской семье Прокофия Павловича Минаева, переселенца из Орловской области РСФСР. Отец погиб на фронтах Великой Отечественной войны в 1945 году.
С 1958 года — доярка, с 1978 года — оператор машинного доения совхоза «Шпитьковський» села Шпитьки Киево-Святошинского района Киевской области.
Образование среднее. Член КПСС с 1979 года.
С 1991 года — на пенсии в селе Шпитьки Киево-Святошинского района Киевской области.

## Награды
- Герой Социалистического Труда (12.02.1981)
- орден Ленина (12.02.1981)
- орден Октябрьской Революции (14.02.1975)
- орден Трудового Красного Знамени (7.04.1971)
- лауреат Государственной премии СССР (1979)
- медали